# Samuel Jaudon
Samuel Jaudon (1796-1874) est un banquier américain du XIXe siècle qui a joué un rôle important lors de la Panique de 1837 et plus généralement dans les années 1830, marquée par la "Guerre de la banque centrale", entre Nicholas Biddle, gouverneur de la Second Bank of the United States depuis 1822, dont Samuel Jaudon est le trésorier, et le président américain Andrew Jackson.

## Biographie
Gendre du sénateur Hugh Lawson White, Samuel Jaudon travaille à la Second Bank of the United States dès le début des années 1830, en tant que trésorier général de la très importante succursale de La Nouvelle-Orléans, qui brasse plus d'affaires que toutes les autres. Le 24 août 1832, il s'entremet pour la première grande opération d'investissement de la Banque Barings, qui acquiert plus de la moitié d'un énorme bloc d'obligations de 7 millions de dollars, émis par l'Union Bank of Louisiana, qui bénéficie aussi de la garantie de l'État et ouvre huit succursales en milieu agricole. En 1832 aussi, il s'inquiète de la politique de développement de la banque, menée par Nicholas Biddle, qui transforme sa succursale de La Nouvelle-Orléans en pivot du système bancaire, car elle a pour mission de refinancer toutes les créances des autres situées à l'Ouest
En 1837-1838, Samuel Jaudon est par ailleurs administrateur de Wilmington and Susquehanna Railroad, l'une des quatre compagnies ferroviaires qui ont permis de relier Philadelphie à Baltimore. Puis il voyage pour le compte de la Second Bank of the United States au moment de la Panique de 1837. 
Tête pensante du Corner de 1838 sur le coton américain, il est envoyé en Europe en septembre 1837, créer un établissement dans le port de Liverpool, pour permettre aux négociants et producteurs de coton d'y stocker des quantités plus importantes. Le "corner" qui est ainsi mis en place ne vise cependant pas à enrichir sa banque ou sa famille, mais à sauver l'économie américaine de la Panique de 1837 et il est d'une importance toute relative, avec seulement un tiers de l'offre mondiale contrôlée. Il a aussi pour mission de négocier avec la place financière de Londres, où il réside, des titres de créances adossés sur la valeur des stocks de coton. Il devient l'agent de la banque à Londres, en lieu et place de la banque Barings. Il y tisse des liens personnels et professionnels avec le banquier James Morrison (1789–1857) et place quelque 200 millions de titres créances américains sur le marché britannique.
En 1841, Samuel Jaudon est amené à comparaître devant un grand jury, avec d'autres dirigeants de la Second Bank of the United States, Nicholas Biddle, et John Andrews, accusés d'avoir abusé de la confiance des actionnaires de banque. En 1855, il est secrétaire de la Texas Pacific Railway Company, basée à New York, aux côtés du secrétaire au trésor Robert J. Walker. Le projet échoue en raison de la guerre de Sécession avant d'être rebaptisé Texas and Pacific Railway, sous l'ère du financier Jay Gould.